# Diócesis de Lieja
La diócesis de Lieja (en latín: Dioecesis Leodiensis, en francés: Diocèse de Liège y en neerlandés: Bisdom Luik) es una circunscripción eclesiástica de la Iglesia católica en Bélgica. Se trata de una diócesis latina, sufragánea de la arquidiócesis de Malinas-Bruselas. Desde el 25 de octubre de 2004 su obispo es Patrick Hoogmartens.

## Territorio y organización

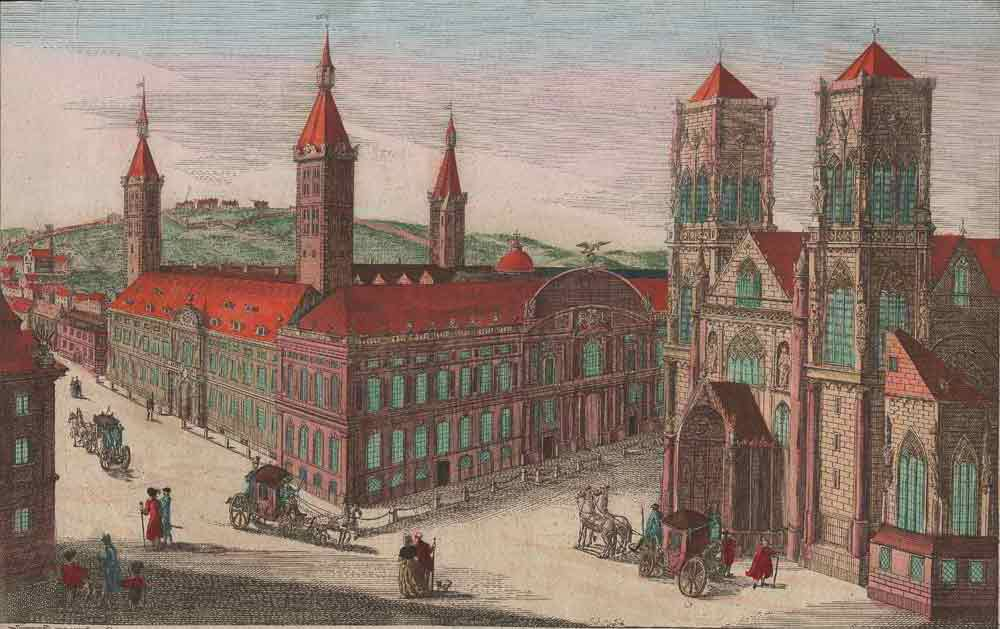
Antigua catedral de San Lamberto, luego demolida

La diócesis tiene 2422 km² y extiende su jurisdicción sobre los fieles católicos de rito latino residentes en la provincia de Lieja.

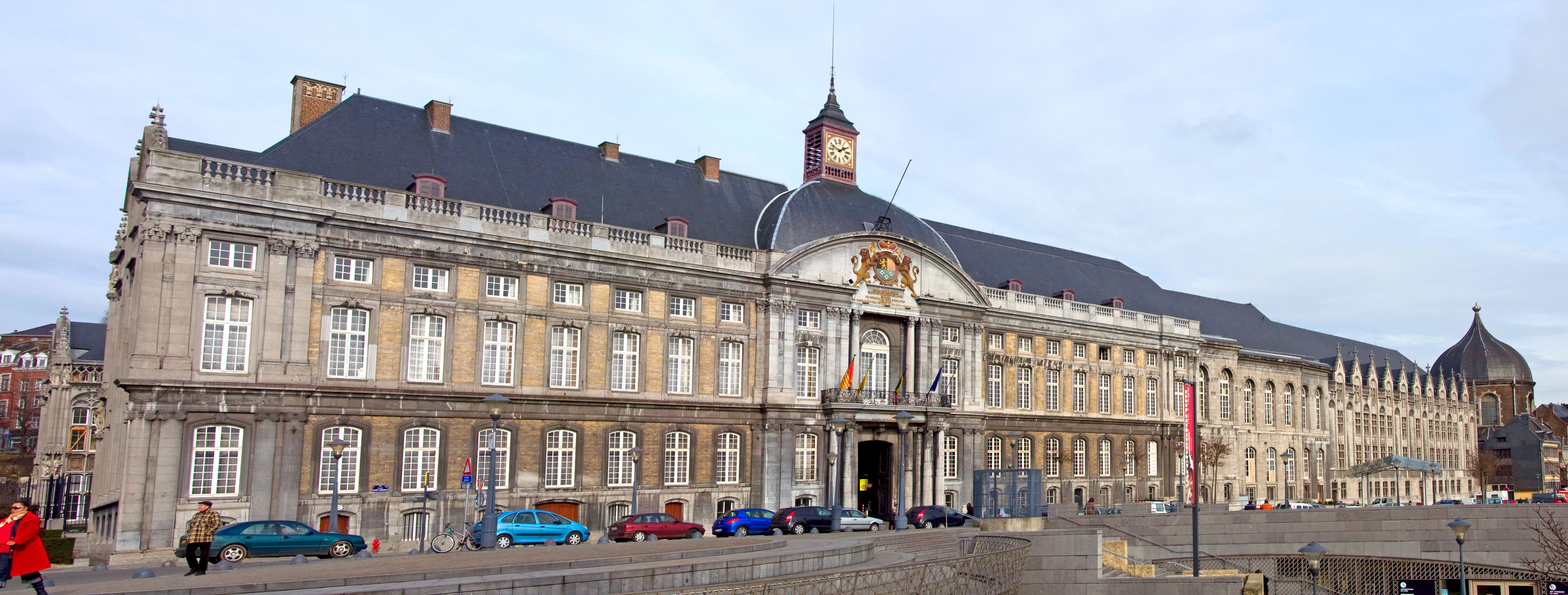
Antiguo palacio episcopal de Lieja

La sede de la diócesis se encuentra en la ciudad de Lieja, en donde se halla la Catedral de San Pablo. En Malmedy se encuentra la excatedral de los Santos Pedro, Pablo y Quirino. 

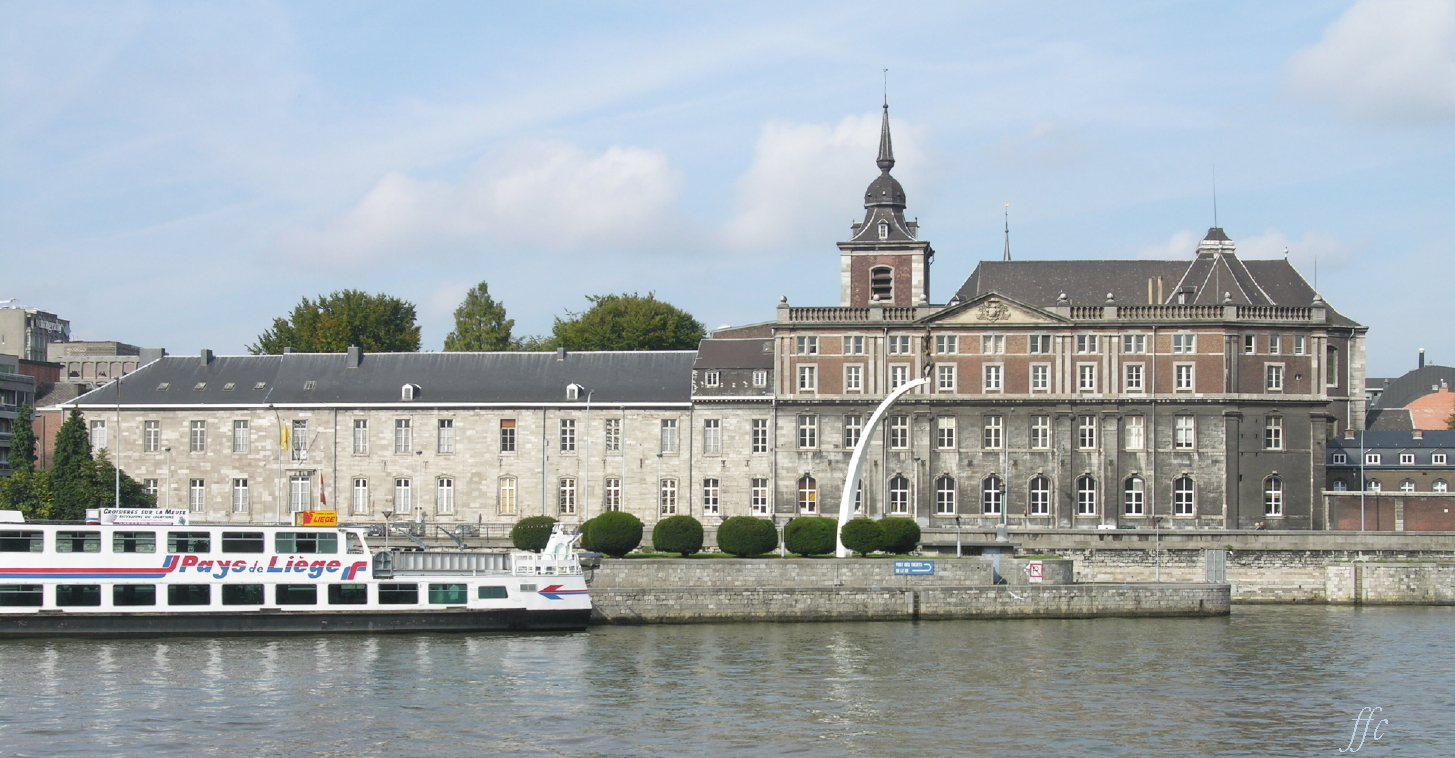
Antigua abadía de Saint-Corneille de Beaurepart, en Lieja

En 2021 en la diócesis existían 303 parroquias agrupadas en 17 decanatos, que a su vez se dividen en diferentes unidades pastorales: Lieja-margen izquierda, Lieja-margen derecha, Mosa inferior, Fléron, Mosa superior, Ans, Verviers, Plateau de Herve, Malmedy, Spa, Stavelot, Ourthe-Amblève-Condroz, Huy, Hesbaye, Büllingen, Eupen-La Calamine y Saint-Vith.

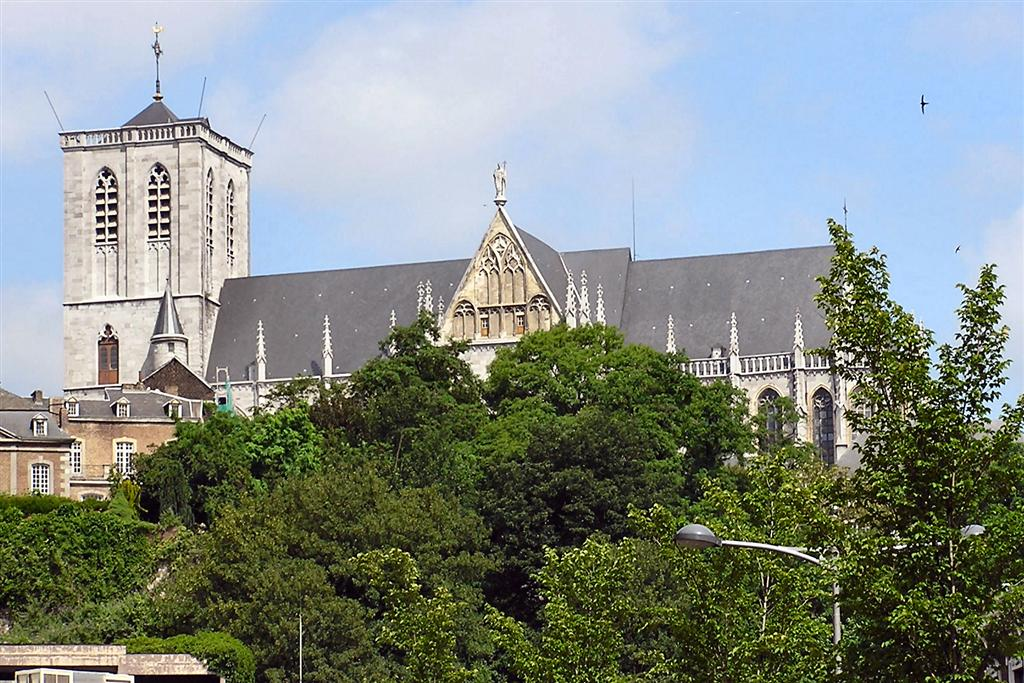
Colegiata de San Martín, en Lieja

## Historia

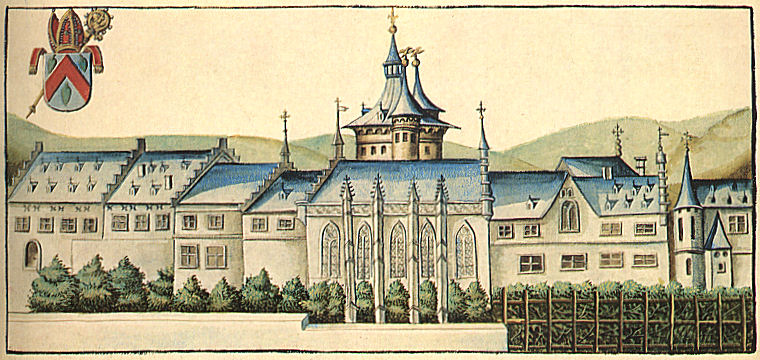
Antigua abadía de San Lorenzo

La diócesis de Lieja es la más antigua de Bélgica, atestiguada en la primera mitad del siglo IV, y también la más extensa. En la actualidad, hay once diócesis que han adquirido parte de sus territorios a la de Lieja, distribuidas en cinco estados diferentes: en Bélgica las diócesis de: Hasselt, Malinas-Bruselas, Namur y Amberes; en Países Bajos las diócesis de: Roermond, Bolduque, Breda y Róterdam; en Alemania la diócesis de Aquisgrán; en Luxemburgo la arquidiócesis de Luxemburgo; en Francia la arquidiócesis de Reims.

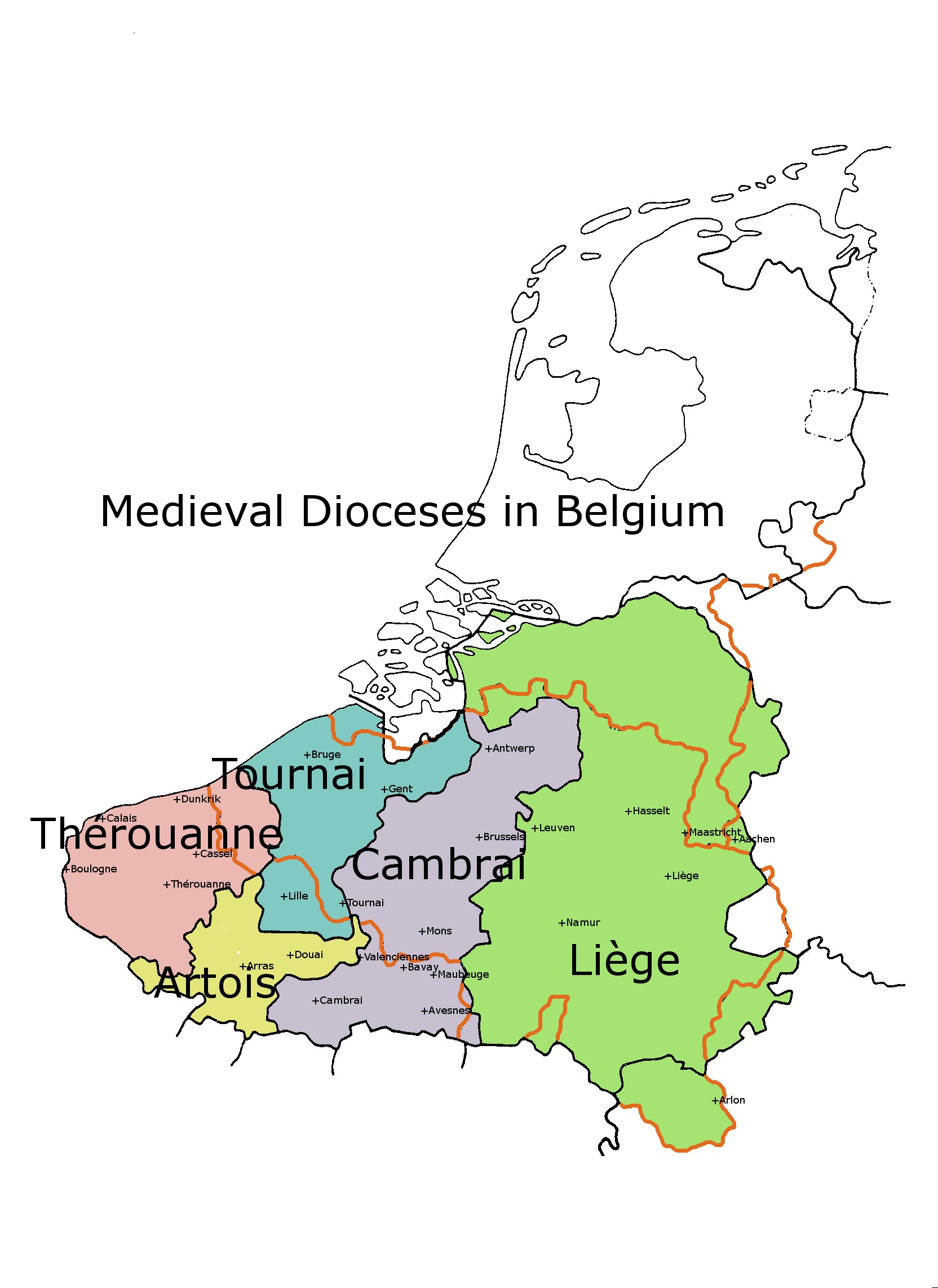
Mapa de la diócesis de Lieja en 1559

Los obispos, que originalmente tenían su sede en la ciudad de Tongeren, trasladaron su sede a Maastricht a mediados del siglo VI y finalmente, a principios del siglo VIII, a Lieja. Desde el siglo X fue el principado episcopal de Lieja.

### Los orígenes
En la época del Imperio romano, el territorio al norte de las Ardenas, a lo largo de los valles atravesados por el río Mosa y sus afluentes, estaba habitado por el pueblo tungro, cuyo asentamiento principal fue llamado por los romanos Atuatuca Tungrorum, hoy Tongeren (en francés: Tongres). La civitas Tungrorum pertenecía a la provincia romana de Germania Segunda, como lo atestigua la Notitia Galliarum de principios del siglo V.
Los catálogos episcopales más antiguos de Tongeren reconocen como primer obispo a Materno de Colonia, que ciertamente fue obispo de Tréveris y luego arzobispo de Colonia y que probablemente trabajó como obispo misionero en el territorio de Tongeren, antes de que este se erigiera como diócesis independiente.
El primer obispo históricamente documentado de la civitas Tungrorum es Servacio. Su nombre aparece en las actas del pseudoconcilio de Colonia en 346; en el 350 fue enviado a Oriente junto con una delegación para encontrarse con el emperador Constancio; en 359 participó en el concilio de Rímini; tradicionalmente su muerte, que tuvo lugar en Maastricht, se sitúa en el 384. Después de Servacio, los catálogos antiguos mencionan una serie de obispos (Agrícolo, Ursiano, Designato, Renato, Sulpicius, Quirilio y Eucherio), que son desconocidos para la historia y de los que no se sabe absolutamente nada. Las leyendas de Servacio hablan de la destrucción de Tongeren por los hunos, o de otras tribus germánicas; pero ese dato no está probado ni desde el punto de vista histórico ni desde las evidencias arqueológicas.
A partir del siglo V el territorio de Tongeren fue ocupado y luego subyugado por los francos, todavía paganos. Los obispos de Tongeren tuvieron la tarea de evangelizar a estos pueblos: su conversión comenzó bajo Falco (primera mitad del siglo VI) y continuó con sus sucesores. El obispo Monulfo, según Gregorio de Tours, construyó una iglesia sobre la tumba de san Servacio en Maastricht, donde, según la misma fuente autorizada, fue el primero en trasladar la residencia episcopal. En la segunda mitad del siglo VII, la sede de la civitas Tungrorum fue honrada con la presencia de santos obispos, que completaron la evangelización de la zona. Remaclo fue el fundador de los monasterios de Malmedy y Stavelot, de los cuales también ocupó el cargo de abad. Lamberto completó la conversión de los paganos y fue asesinado en Lieja, quizás a principios del siglo VIII. Su sucesor, Huberto, hizo construir una basílica para albergar sus reliquias, que se convierte en el primer verdadero núcleo de la ciudad de Lieja, donde el nuevo obispo traslada su residencia episcopal.

### La organización
A partir de la época carolingia, la diócesis asumió esa fisonomía que mantuvo invariable hasta mediados del siglo XVI y contextualmente, con la afirmación de la organización eclesiástica, pasó a formar parte de la provincia eclesiástica de la arquidiócesis de Colonia.
Según algunos historiadores belgas, nunca hubo un traslado formal de la sede episcopal, sino tan solo cambios de residencia, algunos de los cuales, convirtiéndose con el tiempo en residencias habituales, han obtenido el prestigio de sede oficial. Incluso cuando la sede se transfirió primero a Maastricht y luego a Lieja, Tongeren, la sede original, siguió siendo la sede formal y oficial de la diócesis durante siglos. De hecho, hasta el siglo XI, los obispos de Lieja conservaron la costumbre de llamarse Episcopus Tungrorum; en un diploma fechado en octubre de 907 el palacio episcopal de Tongeren, que existió hasta el siglo XII, fue reconocido como la residencia principal y más importante de la diócesis (episcopii domus principalis).
El territorio de la diócesis estaba entre los más grandes de toda la Galia. Limitaba con la diócesis de Utrecht al norte, la arquidiócesis de Colonia al este, las arquidiócesis de Tréveris y de Reims al sur y la diócesis de Cambrai al oeste.
Entre los principales obispos de la época carolingia, estuvieron: Agilfredo († 787) y Gerbaldo († 810), ambos destinados a la sede de Lieja por Carlomagno; Artgarius († 855), que construyó el primer palacio episcopal; Franco (m. 901), conocido por derrotar a los normandos y celebrado por el poeta irlandés Sedulius Scotus; Stefano († 920), escritor y compositor, que endeudó a la Iglesia por las fiestas, especialmente las dedicadas a la Santísima Trinidad; Raterio, que hizo del obispado un notable centro de cultura; Heraclio (m. 971), que construyó cuatro nuevas iglesias, un monasterio y dos colegiatas e inauguró una época de riqueza y cultura en la diócesis, también gracias a la introducción del arte de la orfebrería, que hizo famosa a Lieja en todo el mundo.

### El principado episcopal
Desde la época merovingia, los obispos de Lieja habían adquirido, gracias a los privilegios e inmunidades concedidos por los reyes, la posesión de diversas propiedades repartidas por casi todas partes en la civitas Tungrorum. Los reyes carolingios favorecieron aún más a los obispos con más concesiones y privilegios. Finalmente, la generosidad de los tres emperadores Otón en el siglo X condujo al nacimiento del principado episcopal. Durante el episcopado de Notgero (972-1008), el obispado adquirió esos derechos sobre sus posesiones que lo convirtieron en un comitatus. En este sentido, es significativo un diploma de Otón II fechado en 980, con el que el emperador, confirmando los bienes de la Iglesia de Lieja, decidió que esos bienes serían propiedad exclusiva del obispo y que el poder público y sus funcionarios nunca podrían reclamar ningún derecho, con excepción de aquellos asignados a ese oficio por el propio obispo. Los mismos conceptos fueron expresados por Otón III con motivo de la concesión de los derechos feudales sobre Huy y Gembloux al obispo en 985, con la posibilidad de que el obispo enfeudara sus derechos a los vasallos.
A partir de ese momento los obispos de Lieja fueron a todos los efectos condes y más tarde serán llamados príncipes, condición que se mantuvo hasta la Revolución francesa (1790). El principado episcopal de Lieja, situado entre Francia y el Sacro Imperio Romano Germánico, con una jurisdicción temporal menos extensa que la espiritual, logró mantener su independencia gracias a la habilidad de los obispos, que supieron desempeñar papeles importantes en la política internacional entre los dos Estados.
Por lo tanto, el primer príncipe-obispo fue Notgero, quien desempeñó un papel importante en el desarrollo religioso de la ciudad episcopal. Reconstruyó la catedral de San Lamberto y el palacio episcopal, completando la colegiata de San Pablo, iniciada por Heraclio, contribuyendo a la construcción de las colegiatas de Santa Crouz y San Dionicio, y erigiendo la iglesia de San Juan Evangelista. Notgero también fortaleció la subdivisión parroquial de la ciudad y fue uno de los primeros en difundir la observancia del precepto de la fiesta de Todos los Santos. Pero una de las características fundamentales del gobierno de Notgero, en continuidad con el de Heraclio, fue la atención que dedicó a la educación: gracias a estos dos obispos y a Wazone († 1048), Lieja logró jugar un papel fundamental no solo en lo político, sino también en lo que respecta a la cultura general y la literatura, en particular. Las escuelas lograron formar estudiantes talentosos, y dieron a la Iglesia católica papas como Esteban IX y Nicolás II.
Entre los obispos sucesivos, en la época medieval, estuvieron: Frédéric de Namur, cuya muerte violenta (1048) le valió la veneración como mártir; Raúl de Zähringen († 1191), cuyo episcopado estuvo marcado por la presencia del reformador Lambert le Bège, considerado el fundador de las primeras comunidades semimonásticas; Roberto de Thourotte (m. 1246), quien aprobó la fiesta de la Santísima Trinidad en la diócesis, apoyado por san Julián, monje de Cornillon, y el legado papal y prior de los dominicos de Lieja, Hugo de Saint-Cher. Entre los archidiáconos de Lieja recordamos a Juan de Troyes, que fue elegido Papa con el nombre de Urbano IV ; estableció la sede de la fiesta de la Santísima Trinidad en la iglesia de San Tommaso, y extendió la observancia de la fiesta del Corpus Christi a toda la Iglesia Católica. Otro arcediano de Lieja se que convirtió en papa con el nombre de Gregorio X y depuso al indigno obispo Enrique de Güeldres en 1274.
En el siglo XVI, para contrarrestar mejor la Reforma protestante, así como para resolver cuestiones seculares de carácter político y lingüístico, los Países Bajos y los Países Bajos del Sur sufrieron una modificación sustancial de la geografía eclesiástica, que había permanecido sin cambios desde la época carolingia. Con la bula Super universas del 12 de mayo de 1559), el papa Paulo IV reorganizó las circunscripciones eclesiásticas de la región a expensas de la diócesis de Lieja; muchas de sus parroquias fueron de hecho cedidas para la erección de las nuevas diócesis de Roermond, Bolduque, Namur, Amberes y de la nueva arquidiócesis de Malinas.
El estallido de la Revolución francesa, acompañado de la Revolución de Lieja, supuso el fin del principado obispal, que fue sancionado oficialmente con la Reichsdeputationshauptschluss de 1803 y la consiguiente exclaustración del principado. La catedral fue demolida, ya que se consideraba un símbolo de opresión, y el obispo fue expulsado.

### La diócesis moderna
La Revolución francesa y los tratados posteriores incorporaron a Bélgica a la República Francesa. A raíz del concordato, con la bula Qui Christi Domini del papa Pío VII del 29 de noviembre de 1801, los territorios de la diócesis se hicieron coincidir con los departamentos franceses, hoy desaparecidos, de Ourte y el Mosa Inferior. La diócesis también incluía algunas parroquias en el departamento de Forêts; además, Lieja estaba sujeta a la provincia eclesiástica de la arquidiócesis de Malinas. Estas nuevas disposiciones también dieron lugar a la supresión de la diócesis de Roermond, cuyo territorio se incorporó parcialmente al de la diócesis de Lieja.
El último príncipe-obispo, François-Antoine de Méan, renunció a su diócesis, impuesta por Qui Christi Domini, y se retiró a Érfurt, desde donde, el 23 de marzo de 1802, dirigió una carta al clero de Lieja invitando a someterse a las decisiones papales. Al mismo tiempo, la Santa Sede procedió al nombramiento de un nuevo obispo, de origen francés, Jean-Évangéliste Zäpfel.
Con el fin del Imperio francés y tras la muerte de Zäpfel, la diócesis quedó vacante durante varios años, hasta el nombramiento de van Bommel, con quien se pudo reorganizar la diócesis.
Tras el establecimiento de las fronteras entre Bélgica y los Países Bajos (1839), la diócesis perdió la parte holandesa, con lo cual, el 2 de junio de 1840, el papa Gregorio XVI erigió el vicariato apostólico de Limburgo (que se convirtió en la diócesis de Roermond en 1853).
El 30 de julio de 1921, en virtud de la bula Ecclesiae universae del papa Benedicto XV, la diócesis de Eupen y Malmedy fue erigida con los territorios de la arquidiócesis de Colonia que el Tratado de Versalles de 1919 había asignado a Bélgica, y al mismo tiempo la nueva sede se unió aeque principaliter con Lieja. En 1925 la diócesis fue definitivamente suprimida y su territorio incorporado al de la diócesis de Lieja.
Del 15 de enero al 2 de marzo de 1933, la Virgen María se apareció a una niña de once años de Banneux. En los años siguientes este pueblo se convirtió en destino de peregrinaciones y tras la Segunda Guerra Mundial en el santuario mariano más importante de Bélgica.
El 31 de mayo de 1967 Lieja cedió las parroquias de habla holandesa para la erección de la diócesis de Hasselt mediante la bula Qui christianorum del papa Pablo VI.
En los años siguientes se establecieron las sedes episcopales titulares correspondientes a las antiguas sedes de Tongeren y Maastricht, en 1969 y 1970 respectivamente. Actualmente ambas ciudades se encuentran fuera de los límites de la diócesis: Tongeren en la diócesis de Hasselt y Maastricht en la de Roermond.

## Estadísticas
Según el Anuario Pontificio 2022 la diócesis tenía a fines de 2021 un total de 633 551 fieles bautizados.
| Año                                                                             | Población | Población | Población      | Sacerdotes | Sacerdotes | Sacerdotes | Católicos por sacerdote | Diáconos permanentes | Religiosos | Religiosos | Parroquias y cuasiparroquias |
| Año                                                                             | Católicos | Total     | % de católicos | Total      | Diocesanos | Regulares  | Católicos por sacerdote | Diáconos permanentes | Masculinos | Femeninos  | Parroquias y cuasiparroquias |
| ------------------------------------------------------------------------------- | --------- | --------- | -------------- | ---------- | ---------- | ---------- | ----------------------- | -------------------- | ---------- | ---------- | ---------------------------- |
| 1969                                                                            | 580 000   | 648 012   | 89.5           | 1135       | 732        | 403        | 511                     |                      | 795        | 2600       | 296                          |
| 1980                                                                            | 564 000   | 710 715   | 79.4           | 1058       | 719        | 339        | 533                     | 14                   | 612        | 1911       | 318                          |
| 1990                                                                            | 584 000   | 740 000   | 78.9           | 854        | 576        | 278        | 683                     | 47                   | 448        | 1387       | 316                          |
| 1999                                                                            | 645 000   | 783 927   | 82.3           | 746        | 484        | 262        | 864                     | 73                   | 338        | 990        | 316                          |
| 2000                                                                            | 645 000   | 787 491   | 81.9           | 717        | 462        | 255        | 899                     | 75                   | 330        | 956        | 312                          |
| 2001                                                                            | 600 000   | 791 178   | 75.8           | 710        | 446        | 264        | 845                     | 75                   | 330        | 882        | 312                          |
| 2002                                                                            | 600 000   | 794 785   | 75.5           | 677        | 431        | 246        | 886                     | 75                   | 307        | 839        | 312                          |
| 2003                                                                            | 600 000   | 798 583   | 75.1           | 643        | 405        | 238        | 933                     | 77                   | 300        | 810        | 312                          |
| 2004                                                                            | 719 000   | 803 892   | 89.4           | 608        | 375        | 233        | 1182                    | 77                   | 294        | 828        | 312                          |
| 2006                                                                            | 702 000   | 809 942   | 86.7           | 578        | 354        | 224        | 1214                    | 75                   | 274        | 774        | 312                          |
| 2013                                                                            | 730 000   | 853 570   | 85.5           | 429        | 282        | 147        | 1701                    | 78                   | 183        | 537        | 312                          |
| 2016                                                                            | 650 000   | 870 000   | 74.7           | 369        | 243        | 123        | 1761                    | 83                   | 156        | 443        | 312                          |
| 2019                                                                            | 635 730   | 870 880   | 73.0           | 325        | 209        | 116        | 1956                    | 81                   | 141        | 351        | 308                          |
| 2021                                                                            | 633 551   | 879 933   | 72.0           | 284        | 184        | 100        | 2230                    | 78                   | 143        | 297        | 303                          |
| Fuente: Catholic-Hierarchy, que a su vez toma los datos del Anuario Pontificio. |           |           |                |            |            |            |                         |                      |            |            |                              |

## Episcopologio
El catálogo episcopal más antiguo de Lieja está contenido en la Gesta episcoporum Leodensium, cuya versión más antigua fue escrita hacia el 980 por Erigerio, monje de Lobbes, y llegaba hasta S. Remaclus (segunda mitad del siglo VII). El catálogo presenta una serie de 26 nombres anteriores a Remaclo, muchos de los cuales son absolutamente desconocidos para la historia y conocidos sólo por su presencia en la Gesta.

### Con sede en Tongeren
- San Materno † (inicio del siglo IV)[nota 2]
- San Servacio † (antes de 346-después de 359)[nota 3]
- Falco † (inicio del  siglo VI)
- San Domiciano † (antes de 535-después de 549)

### Con sede en Maastricht
- San Monulfo † (mencionado hacia 560)[nota 4]
- Betulfo † (mencionado en 614)
- San Gondulfo †
- San Perpetuo †
- Evergiso †[nota 5]
- San Giovanni l'Agnello † (después de 623)
- San Amando ? † (circa 646-circa 649 renunció)[nota 6]
- San Remaclo † (después de 650-? renunció)
- San Teodardo † (mencionado en 669)
- San Lamberto † (antes de 675-17 de septiembre de 705 falleció)
  - Faramundo † (circa 675/676-682/683) (intruso)

### Con sede en Lieja
- San Uberto † (antes del 13 de mayo de 706-30 de mayo de 727 falleció)
- Floreberto † (728-después del 1 de diciembre de 735)
- Fulcherio † (circa 737/738-769 falleció)
- Agilfredo † (769-circa 787 falleció)
- Gerbaldo † (787-18 de octubre de 810 falleció)
- Walcaudo † (810-después del 19 de abril de 831 falleció)
- Pirardo (Erardo) † (831-8 de julio de 840 falleció)
- Artgario † (agosto de 840-30 de julio de 855 falleció)
- Francone † (856-9 de enero de 901 falleció)
- Stefano de Tongern † (antes de 909-18 de junio de 920 falleció)
  - Elduino † (920-920) (ilegítimo)
- Richerio † (920-23 de julio de 945 falleció)
- Ugo † (945-23 de enero de 947 falleció)
- Faraberto † (947-28 de agosto de 953 falleció)
- Raterio † (954-956 depuesto)
- Balderico † (956-29 de julio de 959 falleció)
- Eraclio † (959-27 de octubre de 971 falleció)
- Notger † (23 de abril de 972-10 de abril de 1008 falleció)
- Baldéric de Looz † (4 de septiembre de 1008-29 de julio de 1018 falleció)
- San Wolbodo de Lieja † (1018-30 aprile o 21 de agosto de 1021 falleció)
- Durand † (1021-23 de enero de 1025 falleció)
- Réginard † (1025-5 de diciembre de 1037 falleció)
- Nithard † (1039-24 de agosto de 1042 falleció)
- Wazon † (1042-8 de julio de 1048 falleció)
- Théoduin † (julio de 1048-23 de junio de 1075 falleció)
- Henri de Verdún † (1075-31 de mayo de 1091 falleció)
- Otbert † (1091-31 de enero de 1119 falleció)
- Frédéric de Namur † (1119-27 de mayo de 1121 falleció)
- Albéron de Lovaina † (1121-1 de enero de 1128 falleció)
- Alexandre de Jülich † (18 de marzo de 1128 consagrado-6 de julio de 1135 falleció)
- Albéron de Namur † (antes del 22 de marzo de 1136-26 de marzo de 1145 falleció)
- Henri van der Leyen † (24 de junio de 1145 consagrado-6 de octubre de 1164 falleció)
- Alexandre de Orle † (1164-9 de agosto de 1167 falleció)
- Raoul de Zähringen † (1167-5 de agosto de 1191 falleció)
- Sant'Albert de Lovaina † (8 de septiembre de 1191-23 de noviembre de 1192 falleció)
  - Lothaire de Hochstaden † (1192-1193 depuesto)
  - Simon de Limbourg † (noviembre de 1193-1194 depuesto)
  - Ottone du Heinsberg † (1195-1195)
- Albert de Cuyk † (18 de septiembre de 1194-1 de febrero de 1200 falleció)
- Hugues de Pierrepont † (3 de marzo de 1200-12 de abril de 1229 falleció)
- Jean de Rumigny † (17 de abril de 1229-1 de mayo de 1238 falleció)
- Guillaume de Savoia † (4 de junio de 1239-3 de octubre de 1239 falleció)
- Robert de Thourotte † (3 de agosto de 1240-16 de octubre de 1246 falleció)
- Henri de Geldern † (10 de octubre de 1247-3 de julio de 1274 depuesto)
- Jean d'Enghien † (28 de julio de 1274-24 de agosto de 1281 falleció)
- Jean delle Fiandre † (9 de junio de 1282-14 de octubre de 1292 falleció)
  - Sede vacante (1292-1295)
- Hugues de Chalons † (12 de diciembre de 1295-11 de diciembre de 1301 nombrado arzobispo de Besanzón)
- Adolphe de Waldeck † (1 de septiembre de 1301-12 de diciembre de 1302 falleció)
- Thibaut de Bar † (13 de marzo de 1303-13 de mayo de 1312 falleció)
- Adolphe de la Marck † (16 de abril de 1313-3 de noviembre de 1344 falleció)
- Englebert de la Marck † (25 de febrero de 1345-15 de abril de 1364 nombrado arzobispo de Colonia)
- Jean d'Arkel † (15 de abril de 1364-1 de julio de 1378 falleció)
- Arnould de Hoorn † (1378-8 de marzo de 1389 falleció)
  - Thierry de la Marck † (5 de junio de 1389-? renunció) (obispo electo)[nota 7]
- Johannes von Bayern-Hennegau † (3 de marzo de 1390-28 de mayo de 1418 renunció)[nota 8]
- Johannes von Wallenrodt † (30 de mayo de 1418-28 de mayo de 1419 falleció)
- Johannes von Heinsberg † (20 de septiembre de 1419-22 de noviembre de 1455 renunció)
- Louis de Bourbon † (7 de abril de 1456-30 de agosto de 1482 falleció)
- Jean de Hoorn † (17 de diciembre de 1483-19 de diciembre de 1505 falleció)
- Erard de la Marck † (25 de febrero de 1506-18 de marzo de 1538 falleció)
- Corneille de Berghes † (18 de marzo de 1538 por sucesión-16 de agosto de 1544 renunció)[nota 9]
- Giorgio d'Austria † (16 de agosto de 1544 por sucesión-5 de mayo de 1557 falleció)
- Robert de Berghes † (5 de mayo de 1557 por sucesión-22 de julio de 1563 renunció)
- Gerard van Groesbeeck † (23 de febrero de 1565-28 de diciembre de 1580 falleció)
- Ernesto de Baviera † (3 de abril de 1581-17 de febrero de 1612 falleció)
- Ferdinando de Baviera † (17 de febrero de 1612 por sucesión-13 de septiembre de 1650 falleció)
- Massimiliano Enrico de Baviera † (13 de septiembre de 1650 por sucesión-3 de junio de 1688 falleció)
- Johann Ludwig von Elderen † (15 de noviembre de 1688-1 de febrero de 1694 falleció)
- Giuseppe Clemente de Baviera † (29 de septiembre de 1694-12 de noviembre de 1723 falleció)
- Georges Louis de Berghes † (27 de septiembre de 1724-4 de diciembre de 1743 falleció)
- Giovanni Teodoro de Baviera † (12 de febrero de 1744-27 de enero de 1763 falleció)
- Charles Nicolas d'Oultremont † (4 de mayo de 1764-22 de octubre de 1771 falleció)
- François-Charles de Velbruck † (30 de marzo de 1772-30 de abril de 1784 falleció)
- César Constantin François de Hoensbroeck † (20 de septiembre de 1784-3 de junio de 1792 falleció)
- François-Antoine-Marie de Méan † (24 de septiembre de 1792-29 de noviembre de 1801 renunció[nota 10])
- Jean-Évangéliste Zäpfel † (3 de junio de 1802-17 de octubre de 1808 falleció)
  - Sede vacante (1808-1829)
- Cornelis Richard Anton van Bommel † (18 de mayo de 1829-7 de abril de 1852 falleció)
- Theodor Joseph de Montpellier † (27 de septiembre de 1852-24 de agosto de 1879 falleció)
- Victor Joseph Douterloux † (24 de agosto de 1879 por sucesión-24 de agosto de 1901 falleció)
- Martin-Hubert Rutten † (16 de diciembre de 1901-17 de julio de 1927 falleció)
- Louis-Joseph Kerkhofs † (17 de julio de 1927 por sucesión-7 de diciembre de 1961 renunció[nota 11])
- Guillaume-Marie van Zuylen † (7 de diciembre de 1961 por sucesión-17 de marzo de 1986 retirado)
- Albert Houssiau (17 de marzo de 1986-9 de mayo de 2001 retirado)
- Aloys Jousten † (9 de mayo de 2001-31 de mayo de 2013 retirado)
- Jean-Pierre Delville, desde el 31 de mayo de 2013